# Shahrestān di Rudsar
Lo shahrestān di Rudsar (farsi شهرستان رودسر) è uno dei 16 shahrestān della provincia di Gilan, in Iran. Il capoluogo è Rudsar. Lo shahrestān è suddiviso in 4 circoscrizioni (bakhsh): 
- Centrale (بخش مرکزی)
- Chaboksar (بخش چابکسر), con la città di Chaboksar.
- Kela Chay (بخش کلاچای), con la città di Kela Chay.
- Rahimabad (بخش رحیم‌آباد), con la città di Rahimabad.